# Ullån
Ullån är bebyggelse i Åre distrikt (Åre socken) i Åre kommun, Jämtland, belägen strax väster om centrala Åre. Området klassades till 2010 som en småort. Från 2015 räknas den som en del av tätorten Åre.
Ullån är även namnet på ån mellan Ullsjön och Åresjön, utmed Åreskutans västra fot.